# Anthrax funebris
Anthrax funebris är en tvåvingeart som beskrevs av Macquart 1840. Anthrax funebris ingår i släktet Anthrax och familjen svävflugor. Inga underarter finns listade i Catalogue of Life.